# 柳家小三治 (8代目)
八代目柳家 小三治（1902年〈明治35年〉6月30日 - 1977年〈昭和52年〉11月27日）は、落語家。本名∶高橋 栄次郎。

## 経歴
東京日本橋住吉町の生まれ、母は日本橋で有名な女髪結いであった。高等小学校卒業後横浜に奉公に出た。自宅の近所に四代目橘家圓喬が住んでいたので、よく子供の頃から可愛がられたという。
最初三代目柳家小さんの門で柳家小ゑん。1929年3月に真打昇進で小三治を襲名、柳家小三治が同時に2人存在する状態になる。結局、七代目小三治が小三治を返上し、無関係ながら空き名跡だった七代目林家正蔵を襲名。2人小三治の異常事態は解消した。
八代目小三治は出世も期待されたが折しも戦争が激化、終戦の混乱と持病の蓄膿症などもあり、師の四代目柳家小さんの勧めで落語家を完全廃業し落語協会事務員となる。1977年（昭和52年）5月、事務員からも引退した。